# Vaccinium floribundum
Espèce
Statut de conservation UICN

 LC  : Préoccupation mineure
Vaccinium floribundum, appelé mortiño en espagnol, est une espèce de plantes à fleurs dicotylédones de la famille des Ericaceae, sous-famille des Vaccinioideae, endémique du nord de la cordillère des Andes (Colombie, Équateur).
Ce sont des arbustes sempervirents d'environ deux mètres de haut, aux feuilles très petites, et aux fruits acidulés très juteux. Cette plante n'a jamais été domestiquée, mais ses baies comestibles sont récoltées dans la nature et consommées par les populations locales depuis très longtemps.

## Description

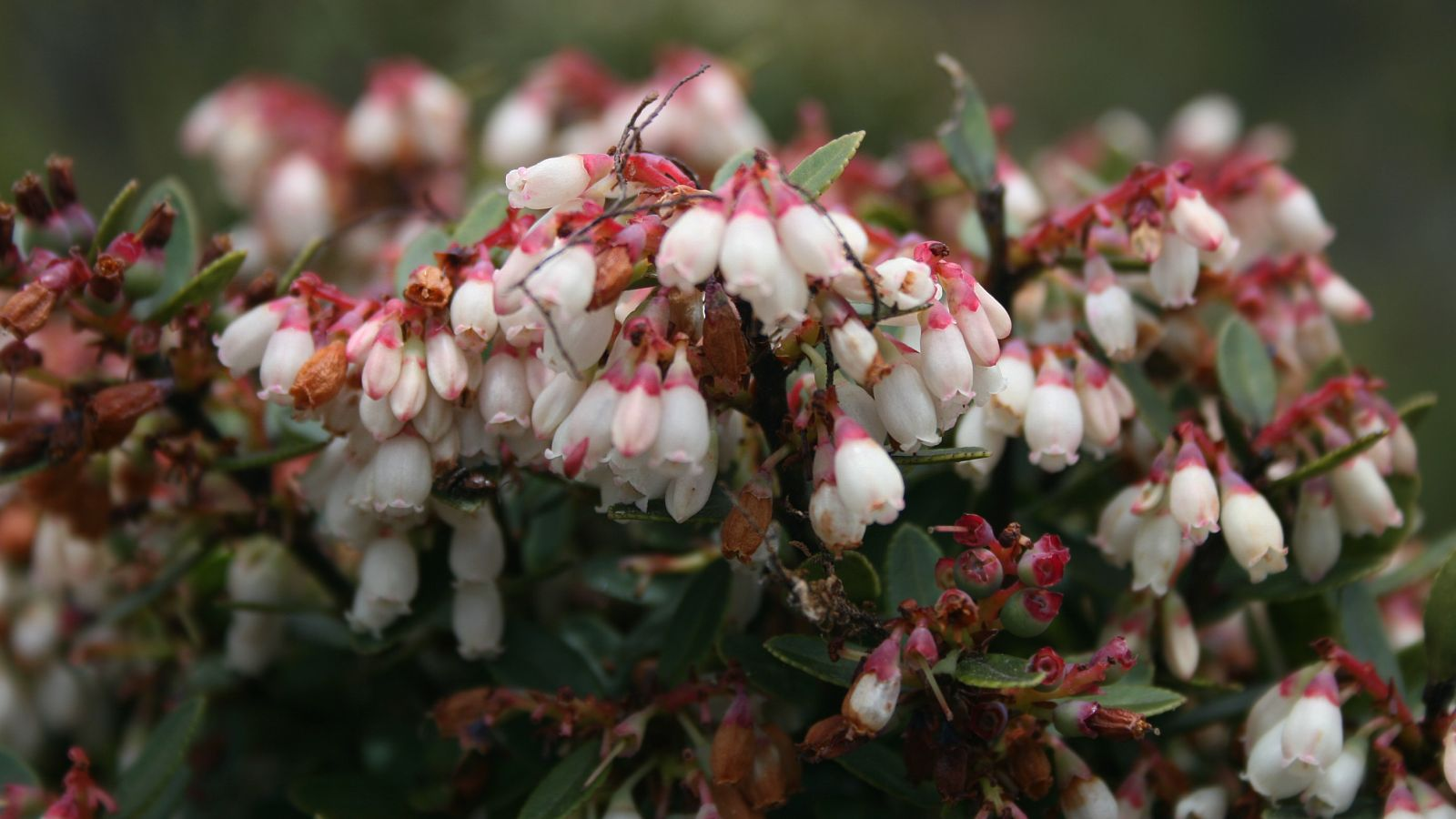
Détail des fleurs.

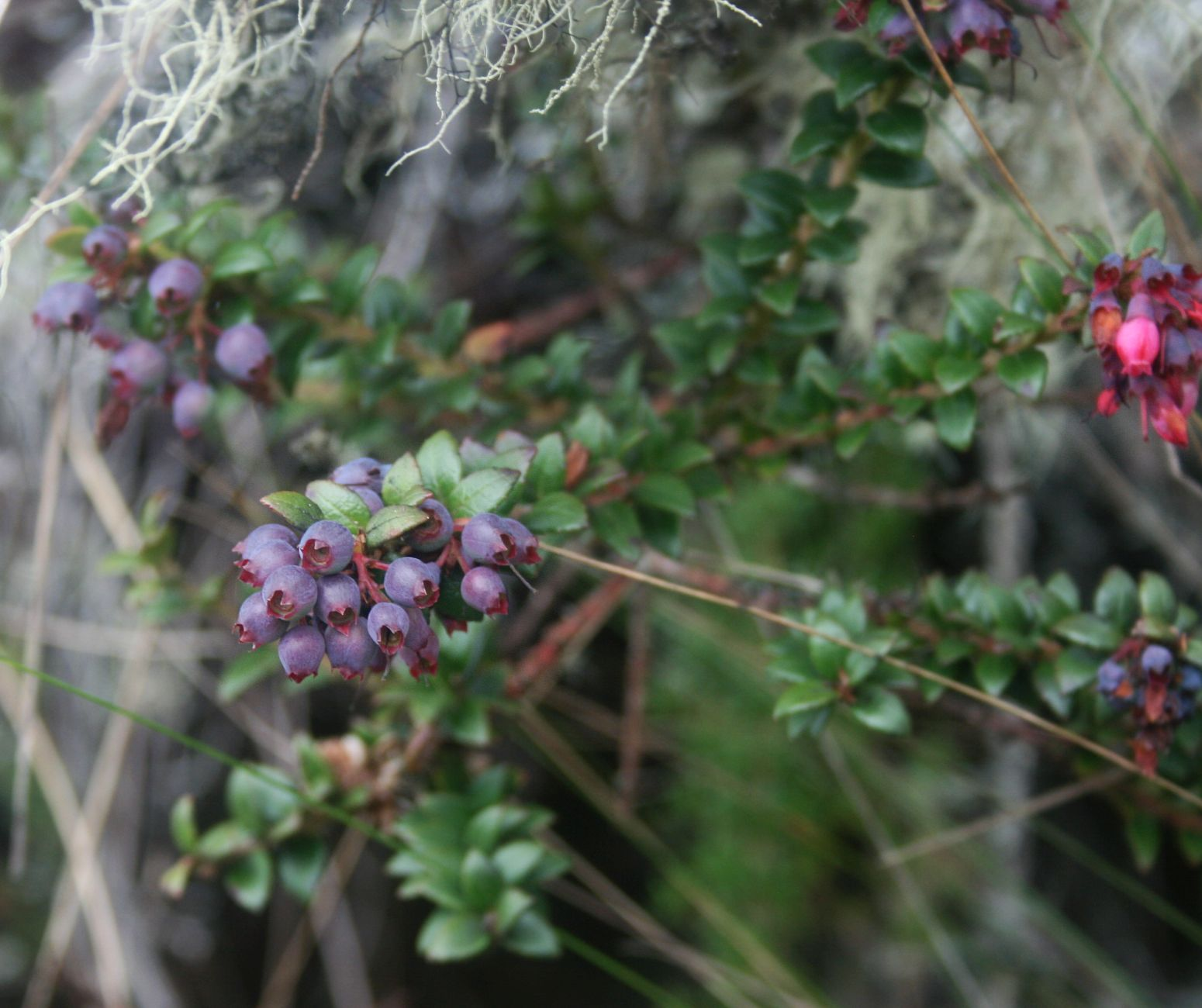
Fruits.

Vaccinium floribundum est un arbuste de port variable, certains spécimens sont élancés atteignant 2 à 3 mètres de haut environ, d'autres sont nains et prostrés. Les feuilles, persistantes, très petites, ovales, aiguës, finement dentées, vert foncé, sont disposées en couronne autour de la tige. Les fleurs, roses, campanuliformes sont très nombreuses et groupées. Les fruits sont des baies globuleuses, de 8 mm de diamètre, acidulées, très juteuses, bleues à presque noires, très glauques (couvertes d'une pruine blanchâtre comme le raisin). Ils contiennent de nombreuses petites graines, quoique difficilement détectables,.
Les fruits ont des teneurs importantes en sucres, antioxydants, vitamines du complexe B et C et minéraux tels que potassium, calcium et phosphore.

## Distribution et habitat
L'aire de répartition originelle de Vaccinium floribundum s'étend sur la plus grande partie de la cordillère andine, à des altitudes comprises entre 2 800 et 4 000 mètres. Cette plante se rencontre de la Colombie et du Panamá jusqu'au Nord-Ouest de l'Argentine.
Elle est particulièrement abondante dans le nord des Andes - en Colombie, en Bolivie et au Venezuela - où elle se trouve principalement entre 1 800 et 3 800 mètres d'altitude.
Le mortiño se développe abondamment dans les páramos andins, écosystèmes qui se rencontrent entre 500 et 4 500 mètres d'altitude, avec une température annuelle moyenne comprise entre 2 °C et 10 °C et des précipitations annuelles variant de 600 à plus de 4 000 mm.

## Taxinomie
L'espèce, Vaccinium floribundum, fut décrite en premier par le botaniste allemand Karl Sigismund Kunth et publiée en 1818 dans son Nova genera et species plantarum seu prodromus (4e éd.) 3: 266, t. 251.

## Étymologie
- L'épithète spécifique, floribundum, est un adjectif latin signifiant « abondamment fleuri »[8].

### Synonymes
Selon Plants of the World online (POWO) (22 octobre 2020) :
- Epigynium floribundum Klotzsch
- Metagonia crenulata (Dunal) Nutt.
- Metagonia marginata (Dunal) Nutt.
- Vaccinium callosum Griseb. ex Wedd.
- Vaccinium crenulatum Dunal
- Vaccinium dasygynum S.F.Blake
- Vaccinium floribundum var. marginatum (Dunal) Sleumer
- Vaccinium floribundum var. polystachyum (Benth.) Wedd.
- Vaccinium floribundum var. ramosissimum (Dunal) Sleumer
- Vaccinium floribundum var. splendens Wedd.
- Vaccinium floribundum var. tatei (Rusby) Sleumer
- Vaccinium leiandrum S.F.Blake
- Vaccinium marginatum Dunal
- Vaccinium moritzianum Klotzsch
- Vaccinium mortinia Benth.
- Vaccinium polystachyum Benth.
- Vaccinium ramosissimum Dunal
- Vaccinium tatei Rusby
- Vaccinium thymifolium Klotzsch

### Variétés
Selon Tropicos (22 octobre 2020) (Attention liste brute contenant possiblement des synonymes) :
- Vaccinium floribundum var. floribundum
- Vaccinium floribundum var. marginatum (Dunal) Sleumer
- Vaccinium floribundum var. ramosissimum (Dunal) Sleumer
- Vaccinium floribundum var. splendens Wedd.
- Vaccinium floribundum var. tatei (Rusby) Sleumer

## Histoire
Dans la région andine, les fruits de Vaccinium floribundum ont été consommés depuis des temps immémoriaux. La présence de ce fruit dans les villes andines est attesté lors de la conquête espagnole. Décrit sous le nom de mortiños, il était considéré comme un fruit cérémoniel, dont on faisait une bouillie pour les morts connue sous le nom d'ayaapi.

## Utilisation

### Alimentation
Cette « myrtille des Andes » reste non domestiquée mais, compte tenu des recherches, elle pourrait aussi avoir un avenir dans la culture et le commerce mondial. Elle n'est pas cultivée, mais ses fruits sont cueillis dans la nature et vendus sur les marchés des villages. Dans certaines régions, sa récolte est l'occasion de pique-niques, les gens se réunissant à la campagne pour cueillir et manger les fruits. En l'absence de toute sélection, les fruits sont de qualité variable, parfois agréables et juteux, et parfois à peine comestibles.
En Équateur, les fruits du mortiño sont consommés traditionnellement le Jour des Morts (2 novembre, jour de la Toussaint) dans une recette spéciale avec de la mélasse de canne, des épices et d'autres fruits en morceaux. Ils entrent aussi dans la composition de la traditionnelle colada morada, plat typique de la culture populaire équatorienne.
Actuellement, bien que ces fruits soient rares, ils sont utilisés pour la consommation en frais, ainsi que pour la transformation en jus, confitures et confiseries,.

### Plante médicinale
Vaccinium floribundum est utilisé en médecine traditionnelle, notamment par les paysans qui l'utilisent souvent pour traiter les rhumatismes, les fièvres et les coliques. La plante est également utilisée pour guérir la grippe, l'ivresse et les maladies du foie et des reins, et aussi pour traiter les affections pulmonaires et la faiblesse.

### Plante ornementale
Le mortiño est apprécié comme plante ornementale pur ses feuilles et ses fleurs.

### Autres usages
Vaccinium floribundum est souvent utilisé pour nourrir le bétail (bovins ovins), mais également comme plante régénérante pour réhabiliter les zones qui ont été brûlées (reboisement des landes).
Le bois est utilisé comme combustible.